# آدام شلسینگر
آدام لیونز شلسینگر (زاده ۳۱ اکتبر ۱۹۶۷ – درگذشته ۱ آوریل ۲۰۲۰) خواننده، ترانه‌سرا، تهیه‌کننده صفحه، نوازنده بیس، گیتار و کیبورد بود. او موفق به کسب سه جایزه امی، یک جایزه گرمی و جایزه موسیقی پاپ ASCAP شد و نامزد دریافت جایزه اسکار، تونی و گلدن گلوب شد.
او یکی از اعضای بنیانگذار گروه‌های فواره‌های وین،  Ivy و Tinted Windows و آهنگساز اصلی و تهیه‌کننده گروه دو نفرهٔ Fever High در بروکلین بود. شلسینگر در منهتن و مونتکلیر، نیوجرسی بزرگ شد
و در دبیرستان مونتکلیر تحصیل کرد. وی فارغ‌التحصیل کالج ویلیامز در رشته فلسفه بود.
شلسینگر پسر عمه جان برنثال بود؛ بازیگری که برای نقش شین والش در مجموعه تلویزیونی مردگان متحرک و همچنین نقش فرانک کاسل در پانیشر محصول شبکهٔ نتفلیکس و همچنین مجازات‌گر شهرت دارد. وی نوه موری برنتال (۲۰۱۰–۱۹۱۱)، نوازنده و تهیه‌کننده بود که مدتها در سیراکیوس نیویورک در این حوزه فعالیت می‌کرد.